# Vaasan Palloseura
Vaasan Palloseura – fiński zespół piłkarski z siedzibą w Vaasie, grający obecnie w Veikkausliiga. 

## Wyniki
| \| Sezon \| Poziom \| Liga \| Sekcja \| Pozycja \| Uwagi \| \| \| ----- \| ------ \| --------------------------- \| ------ \| ------- \| -------------------------- \| \| \| 1994 \| 2 \| Ykkönen (Pierwsza Liga) \| \| 2. \| Awans \| \| \| 1995 \| 1 \| Veikkausliiga (Ekstraklasa) \| \| 10. \| \| \| \| 1996 \| 1 \| Veikkausliiga (Ekstraklasa) \| \| 7. \| Grupa spadku – 7. \| \| \| 1997 \| 1 \| Veikkausliiga (Ekstraklasa) \| \| 2. \| \| \| \| 1998 \| 1 \| Veikkausliiga (Ekstraklasa) \| \| 2. \| \| \| \| 1999 \| 1 \| Veikkausliiga (Ekstraklasa) \| \| 11. \| Grupa spadku – Playoffy \| \| \| 2000 \| 1 \| Veikkausliiga (Ekstraklasa) \| \| 10. \| \| \| \| 2001 \| 1 \| Veikkausliiga (Ekstraklasa) \| \| 6. \| \| \| \| 2002 \| 1 \| Veikkausliiga (Ekstraklasa) \| \| 11. \| Grupa spadku – 7. – Spadek \| \| \| 2003 \| 2 \| Ykkönen (Pierwsza Liga) \| \| 5. \| \| \| \| 2004 \| 2 \| Ykkönen (Pierwsza Liga) \| \| 6. \| \| \| \| 2005 \| 2 \| Ykkönen (Pierwsza Liga) \| \| 2. \| Playoffy – Awans \| \| \| 2006 \| 1 \| Veikkausliiga (Ekstraklasa) \| \| 9. \| \| \| \| 2007 \| 1 \| Veikkausliiga (Ekstraklasa) \| \| 10. \| \| \| \| 2008 \| 1 \| Veikkausliiga (Ekstraklasa) \| \| 11. \| \| \| \| 2009 \| 1 \| Veikkausliiga (Ekstraklasa) \| \| 8. \| \| \| \| 2010 \| 1 \| Veikkausliiga (Ekstraklasa) \| \| \| \| \| - 13 sezonów w Veikkausliiga - 4 sezony w Ykkönen |        |                             |        |         |                            |  |
| Sezon | Poziom | Liga                        | Sekcja | Pozycja | Uwagi                      |  |
| 1994 | 2      | Ykkönen (Pierwsza Liga)     |        | 2.      | Awans                      |  |
| 1995 | 1      | Veikkausliiga (Ekstraklasa) |        | 10.     |                            |  |
| 1996 | 1      | Veikkausliiga (Ekstraklasa) |        | 7.      | Grupa spadku – 7.          |  |
| 1997 | 1      | Veikkausliiga (Ekstraklasa) |        | 2.      |                            |  |
| 1998 | 1      | Veikkausliiga (Ekstraklasa) |        | 2.      |                            |  |
| 1999 | 1      | Veikkausliiga (Ekstraklasa) |        | 11.     | Grupa spadku – Playoffy    |  |
| 2000 | 1      | Veikkausliiga (Ekstraklasa) |        | 10.     |                            |  |
| 2001 | 1      | Veikkausliiga (Ekstraklasa) |        | 6.      |                            |  |
| 2002 | 1      | Veikkausliiga (Ekstraklasa) |        | 11.     | Grupa spadku – 7. – Spadek |  |
| 2003 | 2      | Ykkönen (Pierwsza Liga)     |        | 5.      |                            |  |
| 2004 | 2      | Ykkönen (Pierwsza Liga)     |        | 6.      |                            |  |
| 2005 | 2      | Ykkönen (Pierwsza Liga)     |        | 2.      | Playoffy – Awans           |  |
| 2006 | 1      | Veikkausliiga (Ekstraklasa) |        | 9.      |                            |  |
| 2007 | 1      | Veikkausliiga (Ekstraklasa) |        | 10.     |                            |  |
| 2008 | 1      | Veikkausliiga (Ekstraklasa) |        | 11.     |                            |  |
| 2009 | 1      | Veikkausliiga (Ekstraklasa) |        | 8.      |                            |  |
| 2010 | 1      | Veikkausliiga (Ekstraklasa) |        |         |                            |  |

## Zasłużeni gracze
- Jussi Jääskeläinen
- Jyrki Huhtamäki
- Juha Reini
- Tommi Kautonen
- Henri Sillanpää
- Tomas Nygård
- Jani Lyyski
- Kimmo Tarkkio
- Ansi Agolli
- Tomasz Arceusz
- Dean Edwards (1982-85)
- Roy Essandoh (1998-00) 50 meczów, 7 goli
- Björn Stringheim

## Europejskie puchary
Legenda do wszystkich tabel:
- Q – runda eliminacyjna, 1/16, 1/8, 1/4, 1/2 – odpowiednia faza rozgrywek, Grupa – runda grupowa, 1r gr – pierwsza runda grupowa, 2r gr – druga runda grupowa, F – finał, R – runda, PO – play-off
- k. – rzuty karne, los. – losowanie, Dogr. – dogrywka, w. – zasada bramek strzelonych na wyjeździe

| Sezon     | Rozgrywki        | Runda | Przeciwnik        | Dom | Wyjazd | Ogólnie |
| --------- | ---------------- | ----- | ----------------- | --- | ------ | ------- |
| 1998/99   | Puchar UEFA      | 1Q    | HB Tórshavn       | 0–2 | 4–0    | 4–2     |
| 1998/99   | Puchar UEFA      | 2Q    | Grazer AK         | 0–0 | 0–3    | 0–3     |
| 1999/2000 | Puchar UEFA      | Q     | St. Johnstone     | 1–1 | 0–2    | 1–3     |
| 2014/15   | Liga Europy      | 1Q    | IF Brommapojkarna | 2–1 | 0–2    | 2–3     |
| 2015/16   | Liga Europy      | 1Q    | AIK Fotboll       | 2–2 | 0–4    | 2–6     |
| 2017/18   | Liga Europy      | 1Q    | Olimpija Lublana  | 1–0 | 1–0    | 2–0     |
| 2017/18   | Liga Europy      | 2Q    | Brøndby           | 2–1 | 0–2    | 2–3     |
| 2024/25   | Liga Konferencji | 1Q    | Žalgiris Wilno    | 1–2 | 0–1    | 1–3     |